# Полярная звезда (журнал, 1881)
«Поля́рная звезда́» — ежемесячный литературно-исторический журнал, издававшийся графом Е. А. Салиас-де-Турнемиром в Санкт-Петербурге в первой половине 1881 года.

## История

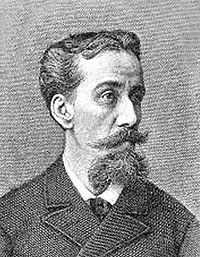
Е. А. Салиас-де-Турнемир

Журнал был основан в 1881 году популярным автором исторических романов графом Евгением Андреевичем Салиас-де-Турнемиром. Отдавая дань радикальным бунтарским увлечениям студенческой молодости, Салиас-де-Турнемир назвал журнал в честь знаменитого альманаха декабристов, однако подчеркивал, что издаёт «чисто беллетристический сборник», без всякой «подкладки политической». Начиная издание, редакция обещала печатать «побольше интересного, побольше талантливого, свежего и, конечно, честного, но никакой тенденции…». Тем не менее, на практике журнал склонялся к консервативным монархическом позициям, отстаивал «самодержавные начала» и «союз царя с народом», проповедовал незыблемость уклада жизни России.
В журнале печатались исторические романы и повести, биографические очерки, статьи на исторические темы и исторические документы. Откликаясь на текущие политические события, в рубрике «Калейдоскоп» также публиковали актуальные внешне- и внутриполитические обзоры. С журналом сотрудничали писательница Евгения Тур (мать Евгения Андреевича Елизавета Салиас де Турнемир), публиковались стихи поэтов Н. И. Бобылёва, П. А. Козлова, Л. И. Пальмина, А. Н. Майкова, К. К. Случевского и др. В журнале были напечатаны некоторые неопубликованные и забытые к этому времени произведения А. С. Пушкина. С историческими и литературно-историческими статьями выступили в «Полярной звезде» Фёдор Буслаев и Виктор Буренин, были опубликованы мемуары С. И. Пономарева и Татьяны Пассек. Появлялись и переводные произведения, например исторический роман венгерского писателя Йокая Мора «В стане снегов» о восстании декабристов. Сам Евгений Андреевич также являлся активным автором собственного издания, отдав в него исторические романы «Вольнодумцы» и «Петербургское действо».
Перед запуском журнала мать писателя Евгения Тур советовала ему не связываться с журналистикой снова: «Не забудь, ради Бога, что ты родился не в избе, не у пономаря, не у чиновника, а от старых родов. Не лезь в журнальную грязь». Возможно, её опасения были небезосновательны: жизнь издания оказалась короткой. С января по июнь 1881 года вышло всего шесть номеров «Полярной звезды», после чего её выпуск внезапно прекратился (распространённая информация об издании журнала в 1882 году ошибочна).